# フジデン
株式会社フジデンは、千葉県浦安市入船に本社を置く電線の専門商社である。2005年にフジクラの連結子会社となったが2018年にフジクラ所有の全株式を取得し再独立した。

## 沿革
- 1977年（昭和52年）8月 - 大手電線メーカーのフジクラ、大手電線問屋の播州電機、大手総合商社の三井物産が共同出資により設立。
- 2005年（平成17年）3月 - 三井物産の株式譲渡によりフジクラの連結会社になる。
- 2018年（平成30年）1月 - フジクラ所有の全株式を自己株式として取得

## 事業内容
- 電力・通信ケーブルの販売
- 被覆線の販売
- 光ケーブルの販売
- 電子機器の販売
- 各種コネクター及び付属品等の販売

## 事業所所在地
- 本社
  - 千葉県浦安市入船1-5-2
- 支店等
  - 東北支店、首都圏営業部北支店、首都圏営業部南支店、中部支店、関西支店、中四国支店、九州支店、直需通信営業部
- 営業所
  - 北海道、青森、西東京、北陸、四国